# Milano-Sanremo 1976
La Milano-Sanremo 1976, sessantasettesima edizione della corsa, fu disputata il 19 marzo 1976 su un percorso di 288 km. Fu vinta dal belga Eddy Merckx, giunto al traguardo con il tempo di 6h55'28" alla media di 41,592 km/h, precedendo l'italiano Wladimiro Panizza e il francese Michel Laurent.
Presero il via da Milano 191 ciclisti, 85 di essi portarono a termine la gara.

## Resoconto degli eventi
Nella battute iniziali la corsa ha pochi sussulti, e si accende solo sul Berta quando Francesco Moser prova un allungo e porta con sé 14 tra i migliori atleti in gara, che accumulano secondi importanti sul gruppo. Tra questi corridori Eddy Merckx tenta varie volte lo scatto decisivo, fino a quando ai piedi del Poggio coglie l'attimo propizio e crea il vuoto tra se e il gruppetto con cui aveva preso il largo. Sul campione belga riescono a riportarsi solamente il neoprofessionista Vandenbroucke, che verrà poi declassato e successivamente Wladimiro Panizza, che termina la gara a 28'’ di distacco da Merckx, che con questo successo conquista la settima vittoria e il record di trionfi nella Classica di Primavera, superando Costante Girardengo, che se l'era aggiudicata 6 volte.

## Ordine d'arrivo (Top 10)
| Pos. | Corridore              | Squadra   | Tempo    |
| ---- | ---------------------- | --------- | -------- |
| 1    | Eddy Merckx            | Molteni   | 6h55'28" |
| 2    | Wladimiro Panizza      | Scic      | a 28"    |
| SQ   | Jean-Luc Vandenbroucke | Peugeot   | s.t.     |
| 3    | Michel Laurent         | Miko      | a 31"    |
| 4    | Walter Planckaert      | Maes Pils | a 33"    |
| 5    | Rik Van Linden         | Bianchi   | s.t.     |
| 6    | Patrick Sercu          | Brooklyn  | s.t.     |
| 7    | Roger De Vlaeminck     | Brooklyn  | s.t.     |
| 8    | Francesco Moser        | Sanson    | s.t.     |
| 9    | Walter Godefroot       | Ijsboerke | s.t.     |
| 10   | Wilfried Wesemael      | Miko      | s.t.     |